# Замарстинівська в'язниця
Замарстинівська в'язниця — колишня в'язниця у Львові в Замарстинові.

## Історія
Ще з княжих часів (на думку деяких істориків — з 1180-х років) на цьому місці стояла дерев'яна вірменська церква Святого Хреста, на місці якої у 1629—1637 роках звели цілий комплекс із кам'яного храму, жіночого монастиря та цвинтаря. У 1671 році вірмено-католицький єпископ Миколай Торосович передав монастирські келії римо-католицькому ордену театинців, залишивши за вірменською громадою церкву та цвинтар. Під час облоги міста турками у 1672 році церква і монастирські приміщення згоріли. У 1738 році театинці розпочали будівництво нової колегії. У 1747 році театинці продали монастирські будівлі ордену Лазаристів, яких називали ще Місіонерами. Місіонери переобладнали монастир та добудували при ньому костел Святого Казимира, за проєктом архітектора Бернарда Меретина. У 1769 році місіонери зайняли також і церкву Святого Хреста. Останнім вірменським священиком церкви був Габріель Вартанович.
Під час секуляризаційної реформи імператора Йосифа ІІ у 1784 році ченців-місіонерів виселили, а монастир закрили. У 1824 на території облаштували шпиталь, згодом Малі касарні та гарнізонну в'язницю. Церкву Святого Хреста, яка була на подвір'ї колишнього монастиря, переобладнали на військову каплицю, а костел Святого Казимира, зведений місіонерами, перебудували на гарнізонний суд (сучасна вулиця Замарстинівська, 7). Згодом, всі споруди об'єднаються у великий комплекс, що зайняв половину кварталу між вулицями Замарстинівською, Детька, проспектом Чорновола та Під Дубом.
У 1930-х роках, в часи Польської Республіки, була створена центральна військова в'язниця для комендатур на південному сході Польщі. Після початку Другої світової війни в 1939 році та вторгнення Червоної армії до Львова, польську в'язницю перетворили на політичну в'язницю НКВС (Львівська тюрма НКВС № 2). У червні 1941 року відступаючі «енкаведисти» вбили у дворі та підвалах близько 800 ув'язнених. Нова, нацистська влада, з метою антирадянської та антисемітської агітації, відкрила в'язницю для близьких та рідних замордованих в'язнів. Вміло продумана пропаганда спровокувала хвилю єврейських погромів.
Після війни у приміщенні в'язниці знаходилося пожежне училище. Пізніше на цій території розмістили школу міліції. Тепер комплекс Малих касарень належить до правничого факультету Львівського Державного Університету Внутрішніх Справ, а у відновленому храмі Святого Хреста відбуваються екуменічні богослужіння. Перед будівлею в часи незалежності спорудили меморіальний комплекс пам'яті жертв політичних репресій, закатованих у Замарстинівській в'язниці.